# ازارد چارلز
آزارد چارلز (به انگلیسی: Ezzard Charles) (۷ ژوئیه ۱۹۲۱ – ۲۸ می ۱۹۷۵) بوکسور اهل ایالات متحده آمریکا و قهرمان سابق سنگین‌وزن بوکس جهان بود. او بسیاری از بزرگان بوکس را در سه وزن مختلف شکست داده بود و با ۹۵ برد، ۱۵ باخت و ۱ تساوی بازنشسته شد.

## حرفه
چارلز در لارنسویل، جورجیا متولد شد، اما معمولاً به عنوان اهل سینسیناتی، جایی که بزرگ شد، تصور می‌شود. چارلز از دبیرستان وودوارد در سینسیناتی، اوهایو فارغ‌التحصیل شد و در آنجا در حال تبدیل شدن به یک جنگنده مشهور بود. چارلز که با لقب «کبرای سینسیناتی» (به انگلیسی: The Cincinnati Cobra)شناخته می‌شود، در دو رده نیمه سنگین و سنگین‌وزن با حریفانی برجسته مبارزه کرد، در نهایت در رده سنگین‌وزن نیز قهرمان جهان شد. اگرچه او هرگز عنوان سبک‌سنگین‌وزن را بدست نیاورد، اما مجله رینگ او را به عنوان بزرگترین نیمه سنگین‌وزن در تمام دوران معرفی کرده‌است.

## شروع کار و خدمت سربازی
چارلز کار خود را به عنوان سبک‌وزن در رده آماتورها شروع کرد، جایی که رکورد ۴۲–۰ را داشت. در سال ۱۹۳۸، او در مسابقات میان وزن برنده کمربند الماس شد. وی این کار را در سال ۱۹۳۹ با پیروزی در مسابقات قهرمانان دستکش طلایی شیکاگو انجام داد. او در سال ۱۹۳۹ قهرمان ملی رده میان وزن AAU شد. او در سال ۱۹۴۰ وارد مسبقات حرفه ای شد و در راند چهارم ملودی جانسون (به انگلیسی: Melody Johnson) را ناک اوت کرد. چارلز در تمام ۱۷ مبارزه اول خود قبل از شکست مقابل کن اوورلین (به انگلیسی: Ken Overlin) پیروز شد. پیروزی بر اعضاء آینده تالار مشاهیر، تدی یاروز (به انگلیسی: Teddy Yarosz) و چارلی بارلی (به انگلیسی: Charley Burley) که از چارلی دوری می‌کرد، شروع به تحکیم چارلز به عنوان یک مدعی برتر در بخش میان وزن کردند. با این حال، او طول جنگ جهانی دوم در ارتش ایالات متحده خدمت کرد و در طول سال ۱۹۴۵ نتوانست به صورت حرفه ای مبارزه کند.

## قهرمانی سنگین‌وزن جهان
وی پس از جنگ به عنوان نیمه سنگین‌وزن بازگشت و به پیروزی‌های قابل توجهی در مسابقات نیمه سنگین‌وزن و همچنین مدعیان قهرمانی سنگین‌وزن همچون آرچی مور (به انگلیسی: Archie Moore)، جیمی بیوینس (به انگلیسی: Jimmy Bivins)، لوید مارشال (به انگلیسی: Lloyd Marshal) و المر ری دست یافت. اندکی پس از ناک اوت کردن آرچی مور در راند سوم، یک تراژدی روی داد. چارلز با یک مدعی جوان به نام سام بارودی (Sam Baroudi) مبارزه و او را در راند ۱۰ ناک اوت کرد. بارودی در اثر جراحات وارده در این مبارزه درگذشت. چارلز از لحاظ روحی فرو ریخت و تقریباً دست از مبارزه کشید. چارلز نتوانست عنوان قهرمانی نیمه سنگین را بدست آوردِ، در نتیجه به سمت سنگین‌وزن روی آورد. چارلز پس از حذف جو باکسی (به انگلیسی: Joe Baksi) و جانی هاینس (به انگلیسی: Johnny Haynes)، عنوان بدون مدعی انجمن ملی بوکس سنگین‌وزن را در ۲۲ ژوئن سال ۱۹۴۹ بدست آورد که پیش از آن ۱۵ دوره در اختیار جرسی جو والکات (به انگلیسی: Jersey Joe Walcott) را بر عهده گرفت. یک سال بعد، او از بت خود و قهرمان سابق سنگین‌وزن جهان، جو لوئیس پیشی گرفت؛ و موفق به دفاع از این عنوان در برابر جرسی جو والکات، لی اوما (به انگلیسی: Lee Oma) و جوئی ماکسیم (به انگلیسی: Joey Maxim) شد.

## چارلز در مقابل مارسیانو
در سال ۱۹۵۱، چارلز برای بار سوم با والکات مبارزه کرد و عنوان را با ناک اوک در راند هفتم از دست داد. چارلز در یک تصمیم جنجالی برای بار چهارم باخت. اگر چارلز در این نبرد پیروز می‌شد، او به اولین مرد تاریخ تبدیل می‌شد که قهرمانی سنگین‌وزن را بدست می‌آورد. چارلز با حفظ برتری بحق خود با غلبه بر رکس لاین، تامی هریسون و کلی والاس و ناک اوت کردن باب ساترفیلد (به انگلیسی: Bob Satterfield) در دور مقدماتی، قهرمان سنگین‌وزن جهان روکی مارچیانو را به چالش کشید. دو نبرد تکان دهنده او با مارچیانو جزو کلاسیک‌های رینگ محسوب می‌شوند. در اولین دوره، که در ژوئن سال ۱۹۵۴ برگزار شد، وی با شجاعت در مقابل ماریانو قرار گرفت و در راندهای بعدی فاصله امتیازها را کم کرد. چارلز تنها مردی است که تمام ۱۵ راند کامل را در برابر مارچیانو پشت سر گذاشته‌است. تعدادی از هواداران و نویسندگان بوکس احساس کردند که چارلز شایسته این تصمیم است(The Distance). در بازی برگشت در سپتامبر، چارلز چنان ضربه شدید وارد کرد که تقریباً بینی ماریچیانو را به دو نصف تقسیم کرد. کورنرهای مارچیانو نتوانستند جلوی خونریزی را بگیرند و داور مسابقه را متوقف کرد، در نهایت مارچیانو با نتیجه ناک اوت در راند هشتم برنده شد.

## فعالیت‌های بعدی
مشکلات مالی، چارلز را مجبور به ادامه مبارزه کرد. او ۱۳ مسابقه از ۲۳ مسابقه آخر خود را باخت (با ثبت ۸۳ پیروزی، ۱۲ باخت و ۱ تساوی قبل از اینکه مشکلات مالی عاملی در حرفه او شود). او با رکوردهای نهایی ۹۳ برد، ۲۵ باخت و ۱ مساوی(۵۲ برد با ناک اوت) بازنشسته شد. قبل از بازنشستگی انتقام ۷ باخت خود را گرفت.

## زندگی شخصی
زمانی که در خیابان ۸۵ در شیکاگو زندگی می‌کرد با روکی مارچیانو و محمد علی کلی همسایه و دوست نزدیک بودند. چارلز همچنین در ی به بنام طبل‌های مائو مائو به ایفای نقش پرداخت. مائو مائو درامز، یک فیلم مستقل ماجراجویی در جنگل (پخش نشده) است که در سال ۱۹۶۰ در اطراف سینسیناتی توسط ارل شوویتمن Earl Schwieterman فیلمبرداری شد.

## مرگ

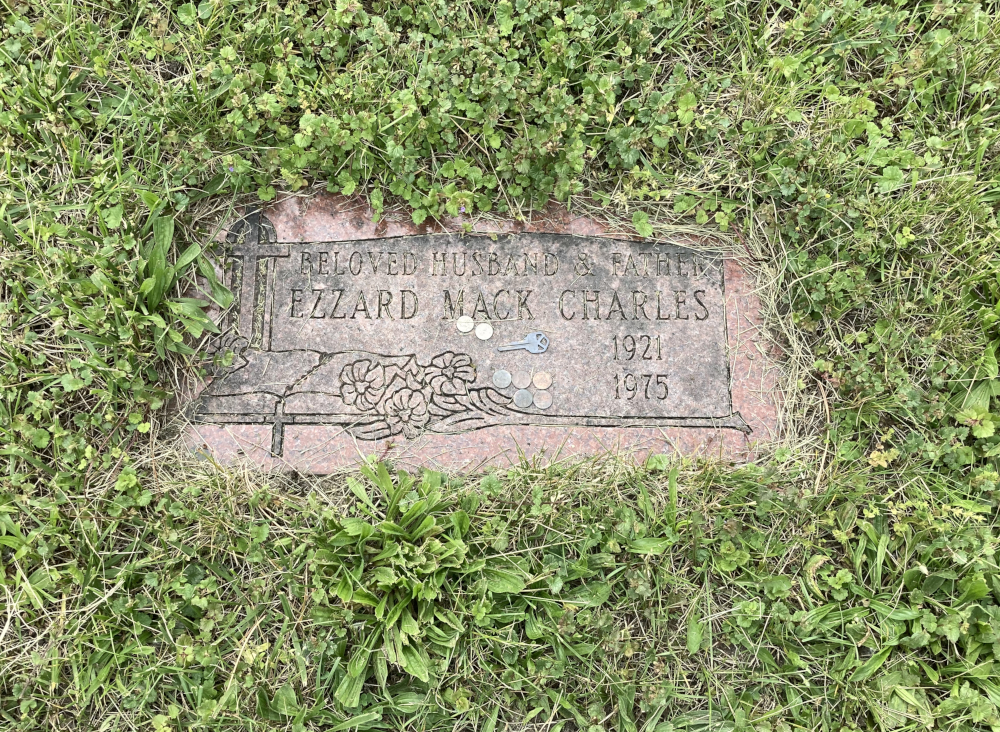
سنگ قبر ازارد چارلز

در سال ۱۹۶۸، چارلز به بیماری اسکلروز جانبی آمیوتروفیک (به انگلیسی: amyotrophic lateral sclerosis) مبتلا شد که به بیماری لو گهریگ نیز معروف است. این بیماری پاهای چارلز را تحت تأثیر قرار داده و سرانجام وی را به‌طور کامل ناتوان کرد. یک کمک مالی برای کمک به چارلز برگزار شد و بسیاری از مخالفان سابق وی از طرف وی صحبت کردند. به ویژه راکی مارچیانو چارلز را شجاع‌ترین مردی که تاکنون جنگیده بود، نامید. بوکسور پیشین، روزهای آخر عمر خود را در خانه سالمندان گذراند. ازارد چارلز در ۲۸ می ۱۹۷۵ در شیکاگو درگذشت.

## میراث

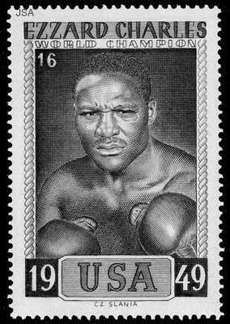
Commemorative stamp honoring Charles

در سال ۱۹۷۶، سینسیناتی با تغییر نام پارک لینکلن درایو به ازارد چارلز درایو، چارلز را گرامی داشت. این خیابان محل سکونت وی در زمان اوج بود.
وی در سال ۱۹۹۰ به عضویت تالار مشاهیر بین‌المللی بوکس انتخاب شد.
در سال ۲۰۰۲، چارلز در فهرست ۸۰ بوکسور ۸۰ سال گذشته، در رتبه ۱۳ قرار گرفت.
در سال ۲۰۰۶، ازارد چارلز توسط IBRO (سازمان بین‌المللی تحقیقات بوکس) به عنوان یازدهمین بوکسور تمام زمان شناخته شد.
«کبرای سینسیناتی» استادی ماهر و مهارت فوق‌العاده ای در بوکس داشت. او سرعت، چابکی، دستی سریع و رقص پایی عالی داشت. چارلز دارای جک استادانه و یک پانچ ترکیبی عالی بود. او به عنوان یک‌نیمه سنگین‌وزن در اوج خود قرار داشت. سابقه وی کاملاً چشمگیر است. در برابر حریفان برتری مانند آرچی مور، چارلی برلی، لوید مارشال، جیمی بیوینس و جوی ماکسیم او یک ترکیب ۱۶–۲ چشمگیر بود. با وجود نیمه سنگین‌وزن بودن، او موفق به کسب عنوان سنگین‌وزن شد و ۹ بار از عنوان به درستی دفاع کرد. طبق رای‌گیری‌ها، تقریباً ۲۵٪ از رأی دهندگان چارلز را بین ۱۰ بوکسور برتر، نیمی از رأی دهندگان او را در صدر ۱۵ بوکسور برتر و دو سوم از رأی دهندگان او را در بین ۲۰ بوکسور برتر جهان جای داده‌اند.
در سال ۲۰۰۷، ESPN آنلاین ازارد چارلز را به عنوان ۲۷مین بوکسور بزرگ در تمام دوران، بالاتر از مبارزان برجسته ای همچون مایک تایسون، لری هولمز و جیک لموتا قرار داد.
در سال ۲۰۰۹، مجله بوکس از اگزارد چارلز به عنوان بزرگترین نیمه سنگین‌وزن جهان تا کنون نام برد، و بالاتر از امثال آرچی مور، باب فاستر، مایکل اسپینز و ژن تین بود.
مورخ برجسته بوکس، برت شوگر، چارلز را به عنوان هفتمین بوکسور سنگین‌وزن در تمام دوران ذکر کرد.

## عناوین بوکس حرفه ای
| خلاصه بوکس حرفه‌ای |        |         |
| ۱۲۱ مبارزه        | ۹۵ بُرد | ۲۵ شکست |
| با ناک‌اوت         | ۵۲     | ۷       |
| با تصمیم داور     | ۴۳     | ۱۷      |
| با رد صلاحیت      | ۰      | ۱       |
| تساوی‌ها           | ۱      | ۱       |
| بی‌نتیجه           | ۰      | ۰       |

| No. | Result    | Record  | Opponent             | Type | Round, time   | Date            | Location                                                         | Notes                                                                              |
| --- | --------- | ------- | -------------------- | ---- | ------------- | --------------- | ---------------------------------------------------------------- | ---------------------------------------------------------------------------------- |
| ۱۲۱ | Loss      | ۹۵–۲۵–۱ | Alvin Green          | UD   | ۱۰            | ۱ سپتامبر ۱۹۵۹  | Municipal Auditorium, Oklahoma City, Oklahoma, U.S.              |                                                                                    |
| ۱۲۰ | Loss      | ۹۵–۲۴–۱ | George Logan         | KO   | 8 (10), ۱:۵۰  | 30 Jul 1959     | Fairgrounds Arena, Boise, Idaho, U.S.                            |                                                                                    |
| ۱۱۹ | Win       | ۹۵–۲۳–۱ | Dave Ashley          | TKO  | 9 (10)        | 3 Jul 1959      | Lincoln Heights High School, Lincoln Heights, California, U.S.   |                                                                                    |
| ۱۱۸ | Loss      | ۹۴–۲۳–۱ | Donnie Fleeman       | KO   | 6 (10), ۲:۱۳  | ۲۷ اکتبر ۱۹۵۸   | Dallas Memorial Auditorium , Dallas, Texas, U.S.                 |                                                                                    |
| ۱۱۷ | Loss      | ۹۴–۲۲–۱ | آلفردو زوآنی         | UD   | ۱۰            | ۲۸ اوت ۱۹۵۸     | Plaza de Toros, Ciudad Juarez, Chihuahua, Mexico                 |                                                                                    |
| ۱۱۶ | Win       | ۹۴–۲۱–۱ | Johnny Harper        | UD   | ۱۰            | ۲۸ اوت ۱۹۵۸     | East-West Stadium, Fairmont, West Virginia, U.S.                 |                                                                                    |
| ۱۱۵ | Loss      | ۹۳–۲۱–۱ | دیک ریچاردسون        | DQ   | 2 (10)        | ۲ اکتبر ۱۹۵۶    | Harringay Arena, London, England                                 |                                                                                    |
| ۱۱۴ | Loss      | ۹۳–۲۰–۱ | هری متیوز            | UD   | ۱۰            | ۳۱ اوت ۱۹۵۶     | Sick's Stadium, Seattle, Washington, U.S.                        |                                                                                    |
| ۱۱۳ | Loss      | ۹۳–۱۹–۱ | Pat McMurtry         | UD   | ۱۰            | 13 Jul 1956     | Lincoln Bowl, Tacoma, Washington, U.S.                           |                                                                                    |
| ۱۱۲ | Win       | ۹۳–۱۸–۱ | Bob Albright         | RTD  | 6 (10)        | ۱۹ ژوئن ۱۹۵۶    | Softball Park, Phoenix, Arizona, U.S.                            |                                                                                    |
| ۱۱۱ | Loss      | ۹۲–۱۸–۱ | Wayne Bethea         | UD   | ۱۰            | ۲۱ مه ۱۹۵۶      | St. Nicholas Arena, New York City, New York, U.S.                |                                                                                    |
| ۱۱۰ | Win       | ۹۲–۱۷–۱ | Don Jasper           | TKO  | 9 (10), ۲:۴۶  | ۲۱ آوریل ۱۹۵۶   | Windsor Arena, Windsor, Ontario, Canada                          |                                                                                    |
| ۱۰۹ | Loss      | ۹۱–۱۷–۱ | Young Jack Johnson   | TKO  | 6 (10)        | ۲۹ دسامبر ۱۹۵۵  | Grand Olympic Auditorium, Los Angeles, California, U.S.          |                                                                                    |
| ۱۰۸ | Win       | ۹۱–۱۶–۱ | Bob Albright         | SD   | ۱۰            | ۲۲ دسامبر ۱۹۵۵  | Cow Palace, Daly City, California, U.S.                          |                                                                                    |
| ۱۰۷ | Win       | ۹۰–۱۶–۱ | Toxie Hall           | UD   | ۱۰            | ۶ دسامبر ۱۹۵۵   | Rochester War Memorial Auditorium, Rochester, New York, U.S.     |                                                                                    |
| ۱۰۶ | Loss      | ۸۹–۱۶–۱ | Toxie Hall           | SD   | ۱۰            | ۱۴ نوامبر ۱۹۵۵  | Rhode Island Auditorium, Providence, Rhode Island, U.S.          |                                                                                    |
| ۱۰۵ | Loss      | ۸۹–۱۵–۱ | تامی جکسون           | UD   | ۱۰            | ۳۱ اوت ۱۹۵۵     | Cleveland Arena, Cleveland, Ohio, U.S.                           |                                                                                    |
| ۱۰۴ | Loss      | ۸۹–۱۴–۱ | تامی جکسون           | UD   | ۱۰            | ۳ اوت ۱۹۵۵      | War Memorial Auditorium, Syracuse, New York, U.S.                |                                                                                    |
| ۱۰۳ | Win       | ۸۹–۱۳–۱ | Paul Andrews         | SD   | ۱۰            | 13 Jul 1955     | Chicago Stadium, Chicago, Illinois, U.S.                         |                                                                                    |
| ۱۰۲ | Win       | ۸۸–۱۳–۱ | John Holman          | UD   | ۱۰            | ۸ ژوئن ۱۹۵۵     | Music Hall Arena, Cincinnati, Ohio, U.S.                         |                                                                                    |
| ۱۰۱ | Loss      | ۸۷–۱۳–۱ | John Holman          | TKO  | 9 (10), ۲:۴۸  | ۲۷ آوریل ۱۹۵۵   | Miami Beach Exhibition Hall, Miami Beach, Florida, U.S.          |                                                                                    |
| ۱۰۰ | Win       | ۸۷–۱۲–۱ | Vern Escoe           | KO   | 3 (10), ۲:۱۵  | ۱۱ آوریل ۱۹۵۵   | Edmonton Gardens, Edmonton, Alberta, Canada                      |                                                                                    |
| ۹۹  | Win       | ۸۶–۱۲–۱ | Charley Norkus       | UD   | ۱۰            | ۱۸ فوریه ۱۹۵۵   | Madison Square Garden, New York City, New York, U.S.             |                                                                                    |
| ۹۸  | Loss      | ۸۵–۱۲–۱ | راکی مارسیانو        | KO   | 8 (15), ۲:۳۶  | ۱۷ سپتامبر ۱۹۵۴ | Yankee Stadium, Bronx, New York, U.S.                            | For NBA, The Ring, and lineal heavyweight titles                                   |
| ۹۷  | Loss      | ۸۵–۱۱–۱ | راکی مارسیانو        | UD   | ۱۵            | ۱۷ ژوئن ۱۹۵۴    | Yankee Stadium, Bronx, New York, U.S.                            | For NBA, The Ring, and lineal heavyweight titles                                   |
| ۹۶  | Win       | ۸۵–۱۰–۱ | باب ساترفیلد         | KO   | 2 (10)        | ۱۳ ژانویه ۱۹۵۴  | Chicago Stadium, Chicago, Illinois, U.S.                         |                                                                                    |
| ۹۵  | Win       | ۸۴–۱۰–۱ | کولی والاس           | KO   | 10 (10), ۲:۴۳ | ۱۶ دسامبر ۱۹۵۳  | San Francisco Civic Auditorium, San Francisco, California, U.S.  |                                                                                    |
| ۹۴  | Loss      | ۸۳–۱۰–۱ | هارولد جانسون        | SD   | ۱۰            | ۸ سپتامبر ۱۹۵۳  | Connie Mack Stadium , Philadelphia, Pennyslvania, U.S.           |                                                                                    |
| ۹۳  | Loss      | ۸۳–۹–۱  | نینو والدز           | UD   | ۱۰            | ۱۱ اوت ۱۹۵۳     | Miami Beach Exhibition Hall, Miami Beach, Florida, U.S.          |                                                                                    |
| ۹۲  | Win       | ۸۳–۸–۱  | Larry Watson         | KO   | 5 (10), ۲:۵۰  | ۲۶ مه ۱۹۵۳      | Milwaukee Arena, Milwaukee, Wisconsin, U.S.                      |                                                                                    |
| ۹۱  | Win       | ۸۲–۸–۱  | Billy Gilliam        | UD   | ۱۰            | ۱۲ مه ۱۹۵۳      | Toledo Sports Arena, Toledo, Ohio, U.S.                          |                                                                                    |
| ۹۰  | Win       | ۸۱–۸–۱  | رکس لینه             | UD   | ۱۰            | ۱ آوریل ۱۹۵۳    | Winterland Arena, San Francisco, California, U.S.                |                                                                                    |
| ۸۹  | Win       | ۸۰–۸–۱  | Tommy Harrison       | TKO  | 9 (10)        | ۴ فوریه ۱۹۵۳    | Olympia Stadium, Detroit, Michigan, U.S.                         |                                                                                    |
| ۸۸  | Win       | ۷۹–۸–۱  | Wes Bascom           | TKO  | 9 (10), ۲:۳۴  | ۱۴ ژانویه ۱۹۵۳  | St. Louis Arena, St. Louis, Missouri, U.S.                       |                                                                                    |
| ۸۷  | Win       | ۷۸–۸–۱  | Frank Buford         | TKO  | 7 (10), ۲:۱۳  | ۱۵ دسامبر ۱۹۵۲  | Boston Garden, Boston, Massachusetts, U.S.                       |                                                                                    |
| ۸۶  | Win       | ۷۷–۸–۱  | جیمی بیوینز          | UD   | ۱۰            | ۲۶ نوامبر ۱۹۵۲  | Chicago Stadium, Chicago, Illinois, U.S.                         |                                                                                    |
| ۸۵  | Win       | ۷۶–۸–۱  | Cesar Brion          | UD   | ۱۰            | ۲۴ اکتبر ۱۹۵۲   | Madison Square Garden, New York City, New York, U.S.             |                                                                                    |
| ۸۴  | Win       | ۷۵–۸–۱  | Bernie Reynolds      | KO   | 2 (12), ۱:۴۰  | ۸ اکتبر ۱۹۵۲    | Cincinnati Gardens, Cincinnati, Ohio, U.S.                       |                                                                                    |
| ۸۳  | Loss      | ۷۴–۸–۱  | Rex Layne            | PTS  | ۱۰            | ۸ اوت ۱۹۵۲      | Ogden Stadium, Ogden, Utah, U.S.                                 |                                                                                    |
| ۸۲  | Loss      | ۷۴–۷–۱  | Jersey Joe Walcott   | UD   | ۱۵            | ۵ ژوئن ۱۹۵۲     | Philadelphia Municipal Stadium, Philadelphia, Pennsylvania, U.S. | For NBA, The Ring, and lineal heavyweight titles                                   |
| ۸۱  | Win       | ۷۴–۶–۱  | Joe Kahut            | KO   | 8 (12), ۱:۴۰  | ۱۲ دسامبر ۱۹۵۱  | Pacific Livestock Pavilion, Portland, Oregon, U.S.               |                                                                                    |
| ۸۰  | Win       | ۷۳–۶–۱  | Joey Maxim           | UD   | ۱۲            | ۱۲ دسامبر ۱۹۵۱  | Cow Palace, Daly City, California, U.S.                          |                                                                                    |
| ۷۹  | Win       | ۷۲–۶–۱  | Rex Layne            | TKO  | ۱1 (12)       | ۱۰ اکتبر ۱۹۵۱   | Forbes Field, Pittsburgh, Pennsylvania, U.S.                     |                                                                                    |
| ۷۸  | Loss      | ۷۱–۶–۱  | Jersey Joe Walcott   | KO   | 7 (15), ۰:۵۵  | 18 Jul 1951     | Forbes Field, Pittsburgh, Pennsylvania, U.S.                     | Lost NBA, The Ring, and lineal heavyweight titles                                  |
| ۷۷  | Win       | ۷۱–۵–۱  | Joey Maxim           | UD   | ۱۵            | ۳۰ مه ۱۹۵۱      | Chicago Stadium, Chicago, Illinois, U.S.                         | Retained NBA, The Ring, and lineal heavyweight titles                              |
| ۷۶  | Win       | ۷۰–۵–۱  | Jersey Joe Walcott   | UD   | ۱۵            | ۷ مارس ۱۹۵۱     | Olympia Stadium, Detroit, Michigan, U.S.                         | Retained NBA, The Ring, and lineal heavyweight titles                              |
| ۷۵  | Win       | ۶۹–۵–۱  | Lee Oma              | TKO  | 10 (15), ۱:۱۹ | ۱۲ ژانویه ۱۹۵۱  | Madison Square Garden, New York City, New York, U.S.             | Retained NBA, The Ring, and lineal heavyweight titles                              |
| ۷۴  | Win       | ۶۸–۵–۱  | Nick Barone          | KO   | 11 (15), ۲:۰۶ | ۵ دسامبر ۱۹۵۰   | Cincinnati Gardens, Cincinnati, Ohio, U.S.                       | Retained NBA, The Ring, and lineal heavyweight titles                              |
| ۷۳  | Win       | ۶۷–۵–۱  | Joe Louis            | UD   | ۱۵            | ۲۷ سپتامبر ۱۹۵۰ | Yankee Stadium, Bronx, New York, U.S.                            | Retained NBA heavyweight title; Won vacant The Ring, and lineal heavyweight titles |
| ۷۲  | Win       | ۶۶–۵–۱  | Freddie Beshore      | TKO  | 14 (15), ۲:۵۳ | ۱۵ اوت ۱۹۵۰     | Buffalo Memorial Auditorium, Buffalo, New York, U.S.             | Retained NBA heavyweight title                                                     |
| ۷۱  | Win       | ۶۵–۵–۱  | Pat Valentino        | KO   | 8 (15), ۰:۳۵  | ۱۴ اکتبر ۱۹۴۹   | Cow Palace, Daly City, California, U.S.                          | Retained NBA heavyweight title                                                     |
| ۷۰  | Win       | ۶۴–۵–۱  | Gus Lesnevich        | RTD  | 7 (15)        | ۱۰ اوت ۱۹۴۹     | Yankee Stadium, Bronx, New York, U.S.                            | Retained NBA heavyweight title                                                     |
| ۶۹  | Win       | ۶۳–۵–۱  | Jersey Joe Walcott   | UD   | ۱۵            | ۲۲ ژوئن ۱۹۴۹    | Comiskey Park, Chicago, Illinois, U.S.                           | Won vacant NBA heavyweight title                                                   |
| ۶۸  | Win       | ۶۲–۵–۱  | Joey Maxim           | MD   | ۱۵            | ۲۸ فوریه ۱۹۴۹   | Cincinnati Gardens, Cincinnati, Ohio, U.S.                       |                                                                                    |
| ۶۷  | Win       | ۶۱–۵–۱  | Johnny Haynes        | KO   | 8 (10)        | ۷ فوریه ۱۹۴۹    | Philadelphia Arena, Philadelphia, Pennsylvania, U.S.             |                                                                                    |
| ۶۶  | Win       | ۶۰–۵–۱  | Joe Baksi            | TKO  | 11 (15), ۲:۳۳ | ۱۰ دسامبر ۱۹۴۸  | Madison Square Garden, New York City, New York, U.S.             |                                                                                    |
| ۶۵  | Win       | ۵۹–۵–۱  | Walter Hafer         | KO   | 7 (10)        | ۱۵ نوامبر ۱۹۴۸  | Cincinnati Music Hall, Cincinnati, Ohio, U.S.                    |                                                                                    |
| ۶۴  | Win       | ۵۸–۵–۱  | Jimmy Bivins         | UD   | ۱۰            | ۱۳ سپتامبر ۱۹۴۸ | Griffith Stadium, Washington, D.C., U.S.                         |                                                                                    |
| ۶۳  | Win       | ۵۷–۵–۱  | Erv Sarlin           | UD   | ۱۰            | ۲۰ مه ۱۹۴۸      | Buffalo Memorial Auditorium, Buffalo, New York, U.S.             |                                                                                    |
| ۶۲  | Win       | ۵۶–۵–۱  | Elmer Ray            | KO   | 9 (10), ۲:۴۳  | ۷ مه ۱۹۴۸       | Chicago Stadium, Chicago, Illinois, U.S.                         |                                                                                    |
| ۶۱  | Win       | ۵۵–۵–۱  | Sam Baroudi          | KO   | ۱0 (10)       | ۲۰ فوریه ۱۹۴۸   | Chicago Stadium, Chicago, Illinois, U.S.                         |                                                                                    |
| ۶۰  | Win       | ۵۴–۵–۱  | Archie Moore         | KO   | 8 (15), ۲:۴۰  | ۱۳ ژانویه ۱۹۴۸  | Cleveland Arena, Cleveland, Ohio, U.S.                           |                                                                                    |
| ۵۹  | Win       | ۵۳–۵–۱  | Fitzie Fitzpatrick   | KO   | 4 (12), ۱:۳۴  | ۲ دسامبر ۱۹۴۷   | Cleveland Arena, Cleveland, Ohio, U.S.                           |                                                                                    |
| ۵۸  | Win       | ۵۲–۵–۱  | Teddy Randolph       | UD   | ۱۰            | ۳ نوامبر ۱۹۴۷   | Buffalo Memorial Auditorium, Buffalo, New York, U.S.             |                                                                                    |
| ۵۷  | Win       | ۵۱–۵–۱  | Clarence Jones       | KO   | 1 (10), ۲:۴۱  | ۲۷ اکتبر ۱۹۴۷   | Radio Center Arena, Huntington, West Virginia, U.S.              |                                                                                    |
| ۵۶  | Win       | ۵۰–۵–۱  | Al Smith             | TKO  | 4 (10), ۱:۱۱  | ۱۶ اکتبر ۱۹۴۷   | Armory, Akron, Ohio, U.S.                                        |                                                                                    |
| ۵۵  | Win       | ۴۹–۵–۱  | Lloyd Marshall       | KO   | 2 (10), ۲:۲۵  | ۲۹ سپتامبر ۱۹۴۷ | Crosley Field, Cincinnati, Ohio, U.S.                            |                                                                                    |
| ۵۴  | Win       | ۴۸–۵–۱  | Joe Matisi           | UD   | ۱۰            | ۱۶ سپتامبر ۱۹۴۷ | Buffalo Memorial Auditorium, Buffalo, New York, U.S.             |                                                                                    |
| ۵۳  | Loss      | ۴۷–۵–۱  | Elmer Ray            | SD   | ۱۰            | 25 Jul 1947     | Madison Square Garden, New York City, New York, U.S.             |                                                                                    |
| ۵۲  | Win       | ۴۷–۴–۱  | Fitzie Fitzpatrick   | KO   | 5 (10), ۲:۴۳  | 14 Jul 1947     | Crosley Field, Cincinnati, Ohio, U.S.                            |                                                                                    |
| ۵۱  | Win       | ۴۶–۴–۱  | Archie Moore         | MD   | ۱۰            | ۵ مه ۱۹۴۷       | Cincinnati Music Hall, Cincinnati, Ohio, U.S.                    |                                                                                    |
| ۵۰  | Win       | ۴۵–۴–۱  | Erv Sarlin           | UD   | ۱۰            | ۱۴ آوریل ۱۹۴۷   | Duquesne Gardens, Pittsburgh, Pennsylvania, U.S.                 |                                                                                    |
| ۴۹  | Win       | ۴۴–۴–۱  | Jimmy Bivins         | KO   | 4 (10), ۱:۱۷  | ۱۰ مارس ۱۹۴۷    | Cleveland Arena, Cleveland, Ohio, U.S.                           |                                                                                    |
| ۴۸  | Win       | ۴۳–۴–۱  | Oakland Billy Smith  | KO   | 5 (12), ۱:۳۸  | ۱۷ فوریه ۱۹۴۷   | Cincinnati Music Hall, Cincinnati, Ohio, U.S.                    |                                                                                    |
| ۴۷  | Win       | ۴۲–۴–۱  | Jimmy Bivins         | UD   | ۱۰            | ۱۲ نوامبر ۱۹۴۶  | Duquesne Gardens, Pittsburgh, Pennsylvania, U.S.                 |                                                                                    |
| ۴۶  | Win       | ۴۱–۴–۱  | Oakland Billy Smith  | UD   | ۱۰            | ۲۳ سپتامبر ۱۹۴۶ | Cincinnati Music Hall, Cincinnati, Ohio, U.S.                    |                                                                                    |
| ۴۵  | Win       | ۴۰–۴–۱  | Lloyd Marshall       | KO   | 6 (10), ۰:۵۷  | 29 Jul 1946     | Crosley Field, Cincinnati, Ohio, U.S.                            |                                                                                    |
| ۴۴  | Win       | ۳۹–۴–۱  | Shelton Bell         | KO   | 5 (10), ۲:۲۴  | ۱۳ ژوئن ۱۹۴۶    | Idora Park, Youngstown, Ohio, U.S.                               |                                                                                    |
| ۴۳  | Win       | ۳۸–۴–۱  | Archie Moore         | UD   | ۱۰            | ۲۰ مه ۱۹۴۶      | Forbes Field, Pittsburgh, Pennsylvania, U.S.                     |                                                                                    |
| ۴۲  | Win       | ۳۷–۴–۱  | Tommy Hubert         | KO   | 4 (10), ۱:۴۹  | ۱۳ مه ۱۹۴۶      | Cincinnati Music Hall, Cincinnati, Ohio, U.S.                    |                                                                                    |
| ۴۱  | Win       | ۳۶–۴–۱  | George Parks         | TKO  | 6 (10)        | ۱۵ آوریل ۱۹۴۶   | Duquesne Gardens, Pittsburgh, Pennsylvania, U.S.                 |                                                                                    |
| ۴۰  | Win       | ۳۵–۴–۱  | Billy Duncan         | KO   | 4 (10), ۱:۲۷  | ۱ آوریل ۱۹۴۶    | Duquesne Gardens, Pittsburgh, Pennsylvania, U.S.                 |                                                                                    |
| ۳۹  | Win       | ۳۴–۴–۱  | Tommy Hubert         | UD   | ۱۰            | ۲۵ مارس ۱۹۴۶    | Music Hall Arena, Cincinnati, Ohio, U.S.                         |                                                                                    |
| ۳۸  | Win       | ۳۳–۴–۱  | Al Sheridan          | KO   | 2 (10), ۲:۵۷  | ۱۸ فوریه ۱۹۴۶   | Music Hall Arena, Cincinnati, Ohio, U.S.                         |                                                                                    |
| ۳۷  | Win       | ۳۲–۴–۱  | Al Barlow            | PTS  | ۳             | ۱۶ دسامبر ۱۹۴۴  | Brancaccio Theater, Esquilino, Rome, Italy                       | Won Inter-Allied light-heavyweight title                                           |
| ۳۶  | Win       | ۳۱–۴–۱  | Stanley Goicz        | PTS  | ۳             | ۱۳ دسامبر ۱۹۴۴  | Brancaccio Theater, Esquilino, Rome, Italy                       |                                                                                    |
| ۳۵  | Loss      | ۳۰–۴–۱  | Lloyd Marshall       | TKO  | 8 (10), ۰:۲۵  | ۳۱ مارس ۱۹۴۳    | Cleveland Arena, Cleveland, Ohio, U.S.                           |                                                                                    |
| ۳۴  | Loss      | ۳۰–۳–۱  | Jimmy Bivins         | UD   | ۱۰            | ۷ ژانویه ۱۹۴۳   | Cleveland Arena, Cleveland, Ohio, U.S.                           |                                                                                    |
| ۳۳  | Win       | ۳۰–۲–۱  | Joey Maxim           | UD   | ۱۰            | ۱ دسامبر ۱۹۴۲   | Cleveland Arena, Cleveland, Ohio, U.S.                           |                                                                                    |
| ۳۲  | Win       | ۲۹–۲–۱  | Joey Maxim           | UD   | ۱۰            | ۲۷ اکتبر ۱۹۴۲   | Duquesne Gardens, Pittsburgh, Pennsylvania, U.S.                 |                                                                                    |
| ۳۱  | Win       | ۲۸–۲–۱  | Mose Brown           | KO   | 6 (10), ۲:۵۱  | ۱۵ سپتامبر ۱۹۴۲ | Forbes Field, Pittsburgh, Pennsylvania, U.S.                     |                                                                                    |
| ۳۰  | Win       | ۲۷–۲–۱  | Jose Basora          | KO   | 5 (10), ۲:۵۷  | ۱۷ اوت ۱۹۴۲     | Hickey Park, Millvale, Pennsylvania, U.S.                        |                                                                                    |
| ۲۹  | Win       | ۲۶–۲–۱  | Booker Beckwith      | KO   | 9 (10), ۲:۱۹  | 27 Jul 1942     | Forbes Field, Pittsburgh, Pennsylvania, U.S.                     |                                                                                    |
| ۲۸  | Win       | ۲۵–۲–۱  | Steve Mamakos        | KO   | 1 (10), ۲:۴۶  | 14 Jul 1942     | Crosley Field, Cincinnati, Ohio, U.S.                            |                                                                                    |
| ۲۷  | Win       | ۲۴–۲–۱  | Charley Burley       | PTS  | ۱۰            | ۲۹ ژوئن ۱۹۴۲    | Hickey Park, Millvale, Pennsylvania                              |                                                                                    |
| ۲۶  | Win       | ۲۳–۲–۱  | Charley Burley       | UD   | ۱۰            | ۲۵ مه ۱۹۴۲      | Forbes Field, Pittsburgh, Pennsylvania, U.S.                     |                                                                                    |
| ۲۵  | Loss      | ۲۲–۲–۱  | Kid Tunero           | UD   | ۱۰            | ۱۳ مه ۱۹۴۲      | Music Hall Arena, Cincinnati, Ohio, U.S.                         |                                                                                    |
| ۲۴  | Win       | ۲۲–۱–۱  | Billy Pryor          | PTS  | ۱۰            | ۸ آوریل ۱۹۴۲    | Music Hall Arena, Cincinnati, Ohio, U.S.                         |                                                                                    |
| ۲۳  | مساویDraw | ۲۱–۱–۱  | Ken Overlin          | MD   | ۱۰            | ۲ مارس ۱۹۴۲     | Music Hall Arena, Cincinnati, Ohio, U.S.                         |                                                                                    |
| ۲۲  | Win       | ۲۱–۱    | Anton Christoforidis | TKO  | 3 (10), ۲:۴۲  | ۱۲ ژانویه ۱۹۴۲  | Music Hall Arena, Cincinnati, Ohio, U.S.                         |                                                                                    |
| ۲۱  | Win       | ۲۰–۱    | Teddy Yarosz         | UD   | ۱۰            | ۱۷ نوامبر ۱۹۴۱  | Music Hall Arena, Cincinnati, Ohio, U.S.                         |                                                                                    |
| ۲۰  | Win       | ۱۹–۱    | Pat Mangini          | KO   | 1 (10), ۲:۵۰  | ۱۳ اکتبر ۱۹۴۱   | Parkway Arena, Cincinnati, Ohio, U.S.                            |                                                                                    |
| ۱۹  | Win       | ۱۸–۱    | Al Gilbert           | TKO  | 5 (10), ۳:۰۰  | 21 Jul 1941     | Parkway Arena, Cincinnati, Ohio, U.S.                            |                                                                                    |
| ۱۸  | Loss      | ۱۷–۱    | Ken Overlin          | UD   | ۱۰            | ۹ ژوئن ۱۹۴۱     | Crosley Field, Cincinnati, Ohio, U.S.                            |                                                                                    |
| ۱۷  | Win       | ۱۷–۰    | Rudy Kozole          | PTS  | ۱۰            | ۱۲ مه ۱۹۴۱      | Music Hall Arena, Cincinnati, Ohio, U.S.                         |                                                                                    |
| ۱۶  | Win       | ۱۶–۰    | Joe Sutka            | PTS  | ۱۰            | ۳۱ مارس ۱۹۴۱    | Music Hall Arena, Cincinnati, Ohio, U.S.                         |                                                                                    |
| ۱۵  | Win       | ۱۵–۰    | Floyd Howard         | KO   | 7 (10)        | ۱۰ مارس ۱۹۴۱    | Music Hall Arena, Cincinnati, Ohio, U.S.                         |                                                                                    |
| ۱۴  | Win       | ۱۴–۰    | Slaka Cavrich        | KO   | 2 (10)        | ۲۴ فوریه ۱۹۴۱   | Music Hall Arena, Cincinnati, Ohio, U.S.                         |                                                                                    |
| ۱۳  | Win       | ۱۳–۰    | Billy Bengal         | UD   | ۱۰            | ۱۰ فوریه ۱۹۴۱   | Music Hall Arena, Cincinnati, Ohio, U.S.                         |                                                                                    |
| ۱۲  | Win       | ۱۲–۰    | Charley Jerome       | KO   | 3 (10)        | ۲ دسامبر ۱۹۴۰   | Music Hall Arena, Cincinnati, Ohio, U.S.                         |                                                                                    |
| ۱۱  | Win       | ۱۱–۰    | Marty Simmons        | PTS  | ۱۰            | ۱ اکتبر ۱۹۴۰    | Music Hall Arena, Cincinnati, Ohio, U.S.                         |                                                                                    |
| ۱۰  | Win       | ۱۰–۰    | Billy Hood           | KO   | 2 (10)        | ۲۳ سپتامبر ۱۹۴۰ | Music Hall Arena, Cincinnati, Ohio, U.S.                         |                                                                                    |
| ۹   | Win       | ۹–۰     | John Reeves          | PTS  | ۴             | ۵ اوت ۱۹۴۰      | Haft's Acre, Columbus, Ohio, U.S.                                |                                                                                    |
| ۸   | Win       | ۸–۰     | Carl Turner          | PTS  | ۶             | ۲۹ ژوئن ۱۹۴۰    | Parkway Arena, Cincinnati, Ohio, U.S.                            |                                                                                    |
| ۷   | Win       | ۷–۰     | Young Kid Ash        | KO   | 3 (6), ۱:۲۰   | ۱۷ ژوئن ۱۹۴۰    | Legion Hall, Portsmouth, Ohio, U.S.                              |                                                                                    |
| ۶   | Win       | ۶–۰     | Frankie Williams     | TKO  | 5 (8), ۳:۰۰   | ۱۳ ژوئن ۱۹۴۰    | Parkway Arena, Cincinnati, Ohio, U.S.                            |                                                                                    |
| ۵   | Win       | ۵–۰     | Charley Banks        | KO   | 1 (6), ۱:۴۲   | ۳ ژوئن ۱۹۴۰     | Cincinnati Music Hall, Cincinnati, Ohio, U.S.                    |                                                                                    |
| ۴   | Win       | ۴–۰     | Charley Banks        | PTS  | ۶             | ۲۰ مه ۱۹۴۰      | Cincinnati Music Hall, Cincinnati, Ohio, U.S.                    |                                                                                    |
| ۳   | Win       | ۳–۰     | Remo Fernandez       | PTS  | ۶             | ۳ آوریل ۱۹۴۰    | Cincinnati Music Hall, Cincinnati, Ohio, U.S.                    |                                                                                    |
| ۲   | Win       | ۲–۰     | John Reeves          | PTS  | ۶             | ۲۷ مارس ۱۹۴۰    | Cincinnati Music Hall, Cincinnati, Ohio, U.S.                    |                                                                                    |
| ۱   | Win       | ۱–۰     | Melody Johnson       | KO   | 4 (4)         | ۱۲ مارس ۱۹۴۰    | Armory, Middletown, Pennsylvania, U.S.                           |                                                                                    |